# 鄭家藍
鄭家藍（韓語：정가람，1993年2月23日—），韓國男演員。

## 演藝簡歷
2012年通過MBC情景喜劇《Stand by》以演員身份正式出道；2016年在電影《快樂第四名》飾演天才游泳選手光洙，作為其首部電影作品，並憑藉此片獲得大鐘獎最佳新人男演员奖。

## 影視作品

### 劇集
| 年份   | 平台    | 劇名                      | 角色           | 備註 |
| 2011年 | MBC     | 《歡樂滿屋2：短腿的反擊》 |                | 客串 |
| 2012年 | MBC     | 《Stand By》              | 鄭家藍         | 客串 |
| 2015年 | SBS     | 《聽到傳聞》              | 成閔載         | 配角 |
| 2017年 | MBC     | 《冰球》                  | 張次大         | 配角 |
| 2018年 | OCN     | 《Mistresses》            | 車善浩         | 配角 |
| 2019年 | KBS2    | 《山茶花開時》            | 姜必九（成年） | 客串 |
| 2019年 | Netflix | 《喜歡的話請響鈴》        | 李惠永         | 主演 |
| 2021年 | Netflix | 《喜歡的話請響鈴2》       | 李惠永         | 主演 |
| 2022年 | JTBC    | 《愛情的理解》            | 鄭鐘賢         | 主演 |
| 2024年 | Disney+ | 《江南B-Side》            | 盧俊瑞         |      |
| 2025年 | Netflix | 《吞金》                  | 瀋無盡         | 主演 |

### 電影
| 年份   | 片名                     | 角色         | 備註 |
| 2016年 | 《快樂第四名》           | 光洙（青年） |      |
| 2017年 | 《詩人的愛情》           | 少年         |      |
| 2018年 | 《信徒》                 | 東宇         |      |
| 2019年 | 《奇妙的家族》           | 仲比（僵屍） |      |
| 2019年 | 《惡霸警察》             | 韓基哲       |      |
| 2020年 | 《抓住救命稻草的野獸們》 | 振泰         |      |
| 待定   | 《出差调查》（출장수사）         | 鍾浩         |      |

## 綜藝節目
| 年份   | 播放頻道 | 節目名稱            |
| 2013年 | MBC      | 《Final Adventure》 |

## 獲獎列表
| 年份   | 頒獎典禮         | 獎項       | 作品           | 結果 |
| 2016年 | 第53屆大鐘獎     | 男子新人獎 | 《快樂第四名》 | 獲獎 |
| 2017年 | 第8屆年度電影賞  | 男子新人獎 | 《快樂第四名》 | 獲獎 |
| 2018年 | 第5屆野花電影獎  | 新人演員獎 | 《詩人的愛情》 | 提名 |
| 2018年 | 第23屆春史電影獎 | 男子新人獎 | 《詩人的愛情》 | 提名 |
| 2018年 | 第55屆大鐘獎     | 男子新人獎 | 《詩人的愛情》 | 提名 |

## 外部連結
- 鄭家藍的Instagram帳戶
- 鄭家藍在NAVER上的资料
- 鄭家藍在Daum上的资料
- 鄭家藍在韩国电影数据库（KMDb）上的資料（韓語）
- 鄭家藍在HanCinema的頁面（英文）